# Coupe d'Algérie de basket-ball 1985-1986
Navigation
Coupe d'Algérie 1984-1985 Coupe d'Algérie 1986-1987
La Coupe d'Algérie 1985-1986 est la 17e édition de la Coupe d'Algérie de basket-ball, compétition à élimination directe mettant aux prises des clubs de basket-ball amateurs et professionnels affiliés à la fédération algérienne de basket-ball.

## Seizièmes de finale
| #  | Date                                | Club 1                                 | Résultat               | Club 2                                                           | Lieu                |
| -- | ----------------------------------- | -------------------------------------- | ---------------------- | ---------------------------------------------------------------- | ------------------- |
| 1  | jeudi 20 mars 1987 à 14h00          | CRB Hama (DR)                          | 75-79                  | DRB Staoueli (DR)                                                | à la salle harcha : |
| 2  | jeudi 20 mars 1987 15h30            | OM Médéa                               | 54-55                  | SC Miliana                                                       | à                   |
| 3  | jeudi 20 mars 1987 17h00            | IR Binaa Alger                         | 100- 41                | Jamiyet El-djazair El-Wosta (Alger-Centre)                       | à                   |
| 4  | jeudi 20 mars 1987 et vendredi 21   | Nadi Ittihad Alarwika Djazairia (NIAD) | 85-59                  | IR Hussein Dey                                                   | à                   |
| 5  | vendredi 21 mars 1987 a 9h30        | WO Boufarik                            | 75-66 (mi-temps 31-36) | Darak El-Watani                                                  | morakeb el milaha   |
| 6  | vendredi 21 mars 1987 8h30 du matin | MB Skikda                              | 44-36 (mi-temps 17-16) | CS Université Oran                                               | salle harcha        |
| 7  | vendredi 21 mars 1987 10h00         | MO Constantine                         | 59-33                  | ASPTT Oran                                                       | à                   |
| 8  | vendredi 21 mars 1987 11h30         | CRB Béni-Saf                           | 69-32                  | ASPTT Constantine                                                | à                   |
| 9  | jeudi 20 mars 1987 14h30            | MA Hussein Dey                         | 86-65                  | USM Annaba                                                       | à Sétif             |
| 10 | vendredi 21 mars 1987 13h00         | Université de Sétif                    | 75-49                  | OM Arzew                                                         | constantine         |
| 11 | vendredi 21 mars 1987 9h00 du matin | CRB Témouchent                         | par forfait            | Association de transport Alger                                   | Oran                |
| 12 | vendredi 21 mars 1987 10h30         | ASUC Blida                             | 82-63                  | JRB Aïn El-Arbaa                                                 | à                   |
| 13 | jeudi 20 mars 1987 16h00            | MC Oran                                | 96-39                  | IRM Bel-Abbès                                                    | à témouchent        |
| 14 | jeudi 20 mars 1987 16h00            | IRB El Harrach                         | -                      | MB El-El-Eulma                                                   | à                   |
| 15 | jeudi 20 mars 1987 17h30            | Solb Riadhi Annaba                     | -                      | USM Alger                                                        | à                   |
| 16 | jeudi 20 mars 1987                  | MC Alger                               | -                      | qualifié d'office en tant que tenant du trophée la saison passée | à                   |

## Huitièmes de finale
| # | Date               | Club 1           | Résultat            | Club 2           | Lieu |
| - | ------------------ | ---------------- | ------------------- | ---------------- | ---- |
| 1 | jeudi 3 avril 1986 | MP Alger         | 87-47               | Université Sétif | à    |
| 2 | jeudi 3 avril 1986 | MA Hussein Dey   | 82-66               | CRB Témouchent   | à    |
| 3 | jeudi 3 avril 1986 | Université Blida | Forfait de Béni-Saf | CR Béni-saf      | à    |
| 4 | jeudi 3 avril 1986 | MBSkikda         | 47-40               | SC Miliana       | à    |
| 5 | jeudi 3 avril 1986 | IR Binaa Alger   | 77-67               | DRB Staoueli     | à    |
| 6 | jeudi 3 avril 1986 | NIAD Alger       | 72-42               | IRB El-Harrach   | à    |
| 7 | jeudi 3 avril 1986 | WO Boufarik      | 62 - 64             | MO Constantine   | à    |
| 8 | jeudi 3 avril 1986 | MC Oran          | 68 - 61             | USM Alger        | à    |

## Quarts de finale
| # | Date                               | Club 1                                 | Résultat | Club 2           | Lieu                            |
| - | ---------------------------------- | -------------------------------------- | -------- | ---------------- | ------------------------------- |
| 1 | jeudi 17 avril 1986 et vendredi 18 | IRBina Alger                           | 79-69    | Université Blida | Centre Sportif Féminines, Alger |
| 2 | jeudi 17 avril 1986 et vendredi 18 | Nadi Ittihad Alarwika Djazairia (NIAD) | 64-61    | MO Constantine   | Centre Sportif Féminines, Alger |
| 3 | jeudi 17 avril 1986 et vendredi 18 | MP Oran                                | 76-49    | MB Skikda        | Centre Sportif Féminines, Alger |
| 4 | jeudi 17 avril 1986 et vendredi 18 | MP Alger                               | 96-90    | MA Hussein-Dey   | Centre Sportif Féminines, Alger |

## Demi-finales
| # | Date | Club 1        | Résultat | Club 2     | Lieu |
| - | ---- | ------------- | -------- | ---------- | ---- |
| 1 | 1986 | MP Alger      | -        | NIAD Alger | à    |
| 2 | 1986 | IR Bina Alger | -        | MP Oran    | à    |

## Finale
| Vendredi 9 mai 1986 |                                   | MP Alger | 74-63                | IRB / ECTA Alger |  | Salle Harcha Hassen, (Alger) Arbitres : Boufnik et Mourida | ENTV |
| Vendredi 9 mai 1986 | Score par mi-temps : 35-25, 39-38 |          |                      |                  |  | Salle Harcha Hassen, (Alger) Arbitres : Boufnik et Mourida | ENTV |
| Vendredi 9 mai 1986 | Mourad Slimani, 18                | Points   | Azeddine Chouiha, 17 |                  |  | Salle Harcha Hassen, (Alger) Arbitres : Boufnik et Mourida | ENTV |

La composition est la suivante :
- MC Alger : slimani (18), Aktouf Kamel (14), Barka (16), Aktouf Faycal (6), Sellal, Malki (8), Benabid (5), Zine (2), Dahmoune, Mezouane * Entraineur : Bencheman Hamou.
- IRB Alger : Boulouh (-), Chouiha Youcef (5), Chouiha Azeddine (17), Khedrioui (2), Chouiha Fouad (11), Maali (6), Bellal (8), Touhami Al Habib (12), Mostghalmi (2) * Entraineur : Terrai Rabah.
- source :
- El-Moudjahid N° ? Du Samedi 10 Mai 1986 Page 3 dans le supplément sportive
- El-Hadef no 698 Du Dimanche 11 Mai 1986 Page
- El-Mountakheb no 21 Dimanche 11 Mai 1986 Page 15